# Thomas Clausen (musiker)
Thomas Clausen (født 5. oktober 1949 i København, Danmark) er en dansk jazzpianist og komponist.
Clausen blev uddannet ved Det Kongelige Danske Musikkonservatorium.
Clausen har spillet med bl.a. Palle Mikkelborgs Entrance, Radioens Big Band, Dexter Gordon, George Russell´s "Skandinaviske jazzgruppe", Bent Jædig, Bo Stief, Alex Riel, Niels Henning Ørsted Pedersen, Allan Botschinsky, Bjarne Roupé og gruppen Creme Fraiche. Han har ledet egne grupper som f.eks. "Mirror" og '"Middle Earth".
Clausen er inspireret af pianisterne Bill Evans og Chick Corea.
I 1989 modtog han Ben Webster Prisen.